# 大禮帽

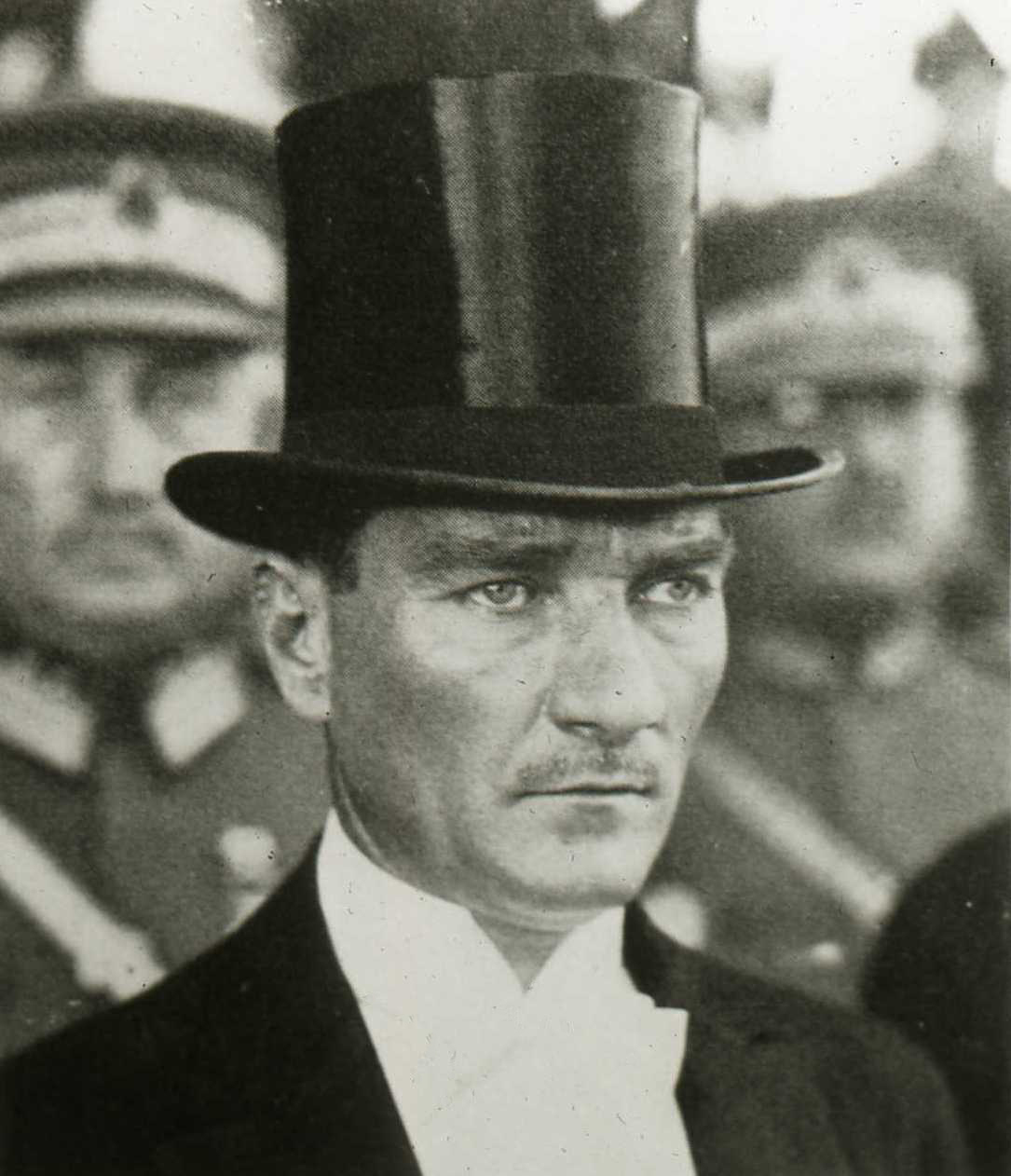
1925 年，土耳其总统穆斯塔法·凯末尔·阿塔图尔克戴着高顶礼帽和白色领带

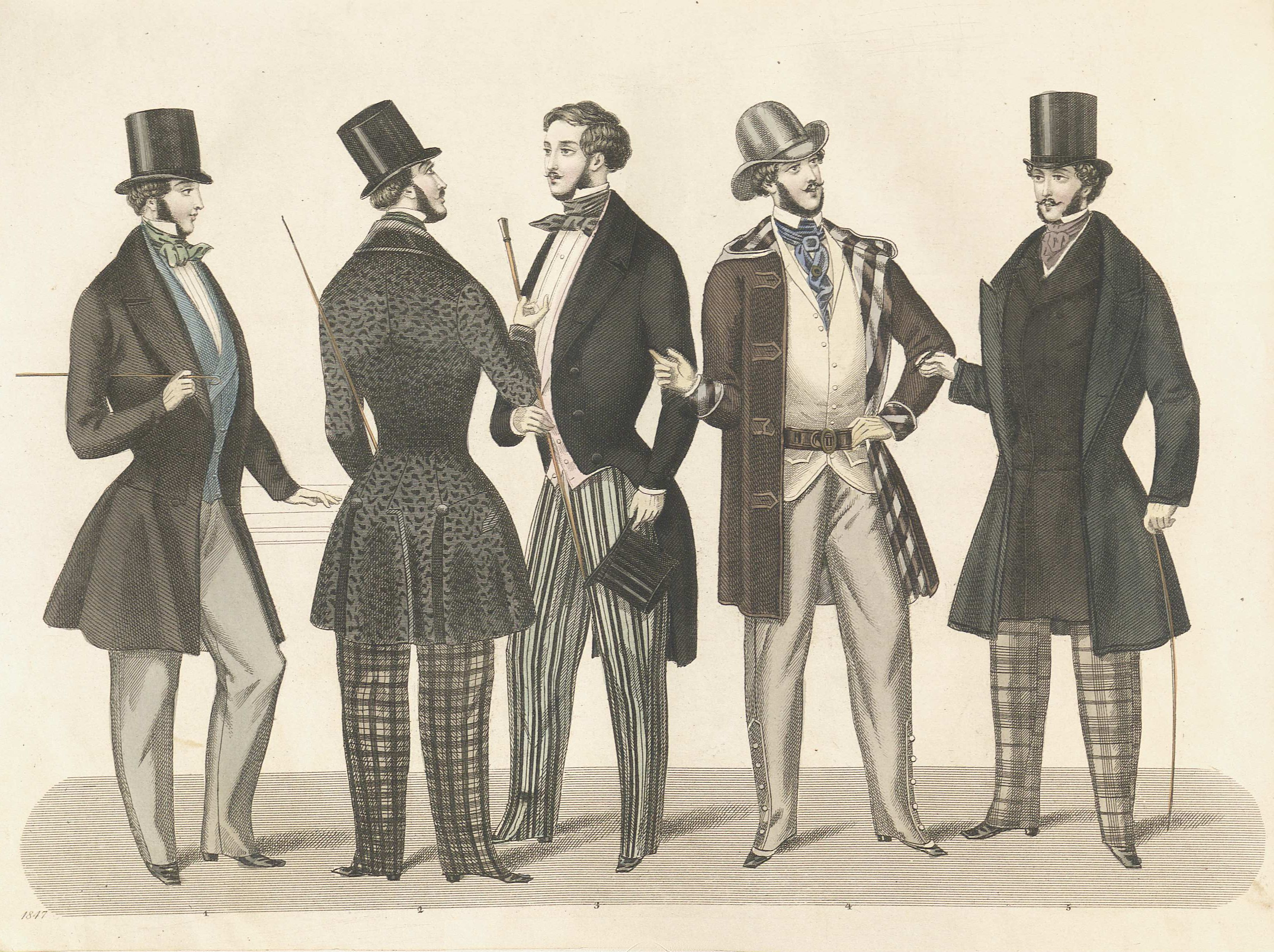
1847年瑞典時裝。

大禮帽，又名高帽（Top hat、high hat、cylinder hat、topper），是一種窄邊、平頂、圓柱狀帽冠的男用帽子，為西方禮服帽子。傳統上由黑色絲綢製成，有時是灰色。18世紀晚期出現於西方，到1960年代流行程度下降，目前只用於晨禮服及晚禮服中。19世紀有出現一種可折疊的高帽，稱作歌劇帽（Opera hat）。